# Deutsche Botschaft Bogotá
Die Deutsche Botschaft Bogotá ist die diplomatische Vertretung der Bundesrepublik Deutschland in der Republik Kolumbien.

## Lage und Gebäude

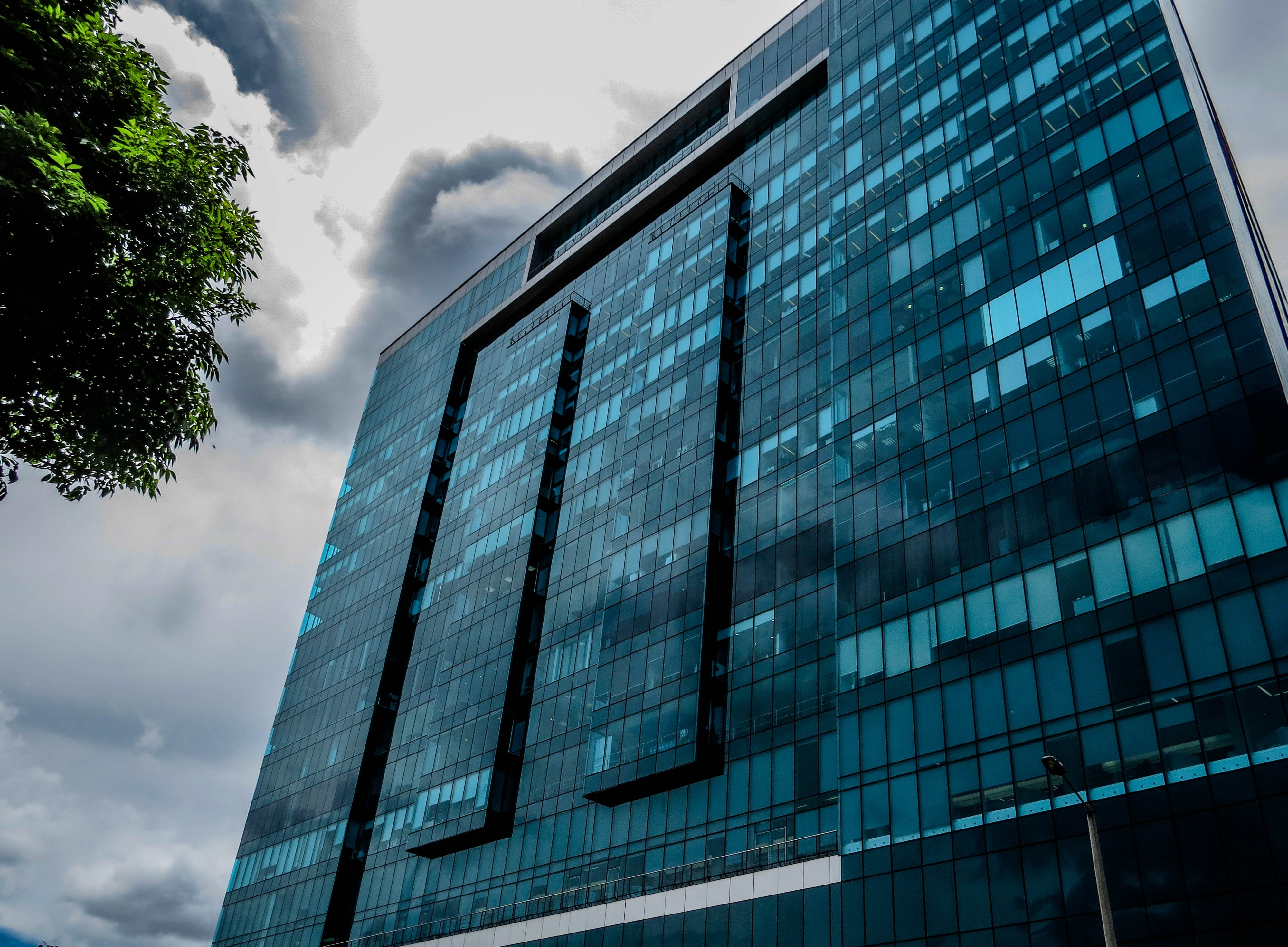
Torre empresarial Edificio Pacific, im 10. Obergeschoss befindet sich die Kanzlei der Botschaft Bogotá.

Die Kanzlei der Botschaft befindet sich im Stadtviertel Molinos Norte, Stadtbezirk Usaquén im Nordosten des Zentrums der kolumbianischen Hauptstadt Bogotá. Die Straßenadresse lautet: Calle 110 No. 9-25, piso 11, Torre Empresarial Edificio Pacífic P. H., Bogotá, D. C.
Die Kanzlei der Botschaft ist im 10. Obergeschoss (spanisch: piso 11) des Geschäfts- und Bürozentrums Torre empresarial Edificio Pacific untergebracht. Die Büroräume wurden in dem damals neu errichteten Gebäude im Jahr 2011 für die Zwecke der Botschaft hergerichtet.
Die Residenz des Botschafters befindet sich in einer angemieteten Etage eines großen Wohngebäudes.

## Auftrag und Organisation
Die Botschaft Bogotá hat den Auftrag, die deutsch-kolumbianischen Beziehungen zu pflegen, die deutschen Interessen gegenüber der Regierung von Kolumbien zu vertreten und die Bundesregierung über Entwicklungen in Kolumbien zu unterrichten.
In der Botschaft bestehen die Arbeitsbereiche Politik, Wirtschaft, Kultur und Entwicklungszusammenarbeit (EZ). Schwerpunkte der EZ sind: Friedensförderung und Konfliktprävention, Umweltpolitik und nachhaltige Nutzung natürlicher Ressourcen sowie nachhaltige Wirtschaftsentwicklung. Es besteht ferner ein Militärattachéstab an der Botschaft.
Das Referat für Rechts- und Konsularaufgaben der Botschaft bietet deutschen Staatsangehörigen konsularische Dienstleistungen und Hilfe in Notfällen an. Der konsularische Amtsbezirk der Botschaft umfasst ganz Kolumbien. Die Visastelle erteilt Einreisegenehmigungen für in Kolumbien wohnhafte Bürger dritter Staaten. Kolumbianische Staatsangehörige benötigen für Aufenthalte im Schengen-Raum von bis zu 90 Tagen pro Halbjahr grundsätzlich kein Visum. Ausnahme ist die Aufnahme einer Erwerbstätigkeit. Für längerfristige Aufenthalte stellt die Visastelle nationale Einreise- und Aufenthaltsgenehmigungen aus.
Die Botschaft bietet in der Regel Praktikumsplätze für Studierende.
Honorarkonsuln der Bundesrepublik Deutschland sind in Barranquilla, Cali-Valle und Medellín bestellt und ansässig.

## Geschichte
Die Bundesrepublik Deutschland richtete am 13. Januar 1953 eine Gesandtschaft in Bogotá ein, die am 7. April 1953 in eine Botschaft umgewandelt wurde.
Das Deutsche Reich war von 1872 bis 1941 durch Gesandte vertreten.
Die DDR unterhielt seit 1957 eine Handelsvertretung in Kolumbien. Nach Aufnahme diplomatischer Beziehungen am 23. März 1973 wurde eine Botschaft eröffnet, die mit dem Beitritt der DDR zur Bundesrepublik Deutschland im Jahr 1990 geschlossen wurde.